# Maurice Walker
Sean Maurice Walker (Scarborough, 21 novembre 1991) è un cestista canadese con cittadinanza britannica.

## Carriera
Dopo essere stato per cinque stagioni in centro dei Minnesota Gophers, in NCAA, non viene selezionato da nessuna franchigia al Draft NBA 2015 disputando però una NBA Summer League con la maglia dei Los Angeles Lakers.
Dopo la summer league firma con la Vuelle Pesaro in Serie A. Il 16 febbraio 2016 lascia la squadra italiana e passa al Keravnos.

## Statistiche
| Stagione        | Squadra         | Competizione    | Partite | Partite | Partite | Statistiche tiro | Statistiche tiro | Statistiche tiro | Altre statistiche | Altre statistiche | Altre statistiche | Altre statistiche | Altre statistiche |
| Stagione        | Squadra         | Competizione    | Pres.   | Titol.  | Minuti  | Tiri da 2        | Tiri da 3        | Liberi           | Rimb.             | Assist            | Rubate            | Stopp.            | Punti             |
| --------------- | --------------- | --------------- | ------- | ------- | ------- | ---------------- | ---------------- | ---------------- | ----------------- | ----------------- | ----------------- | ----------------- | ----------------- |
| 2015-2016       | VL Pesaro       | Serie A         | 13      | 9       | 235     | 23/51            | 0/0              | 6/10             | 50                | 3                 | 7                 | 1                 | 52                |
| Totale carriera | Totale carriera | Totale carriera | 13      | 9       | 235     | 23/51            | 0/0              | 6/10             | 50                | 3                 | 7                 | 1                 | 52                |

## Palmarès
- Campione NIT (2014)